# Coleslaw

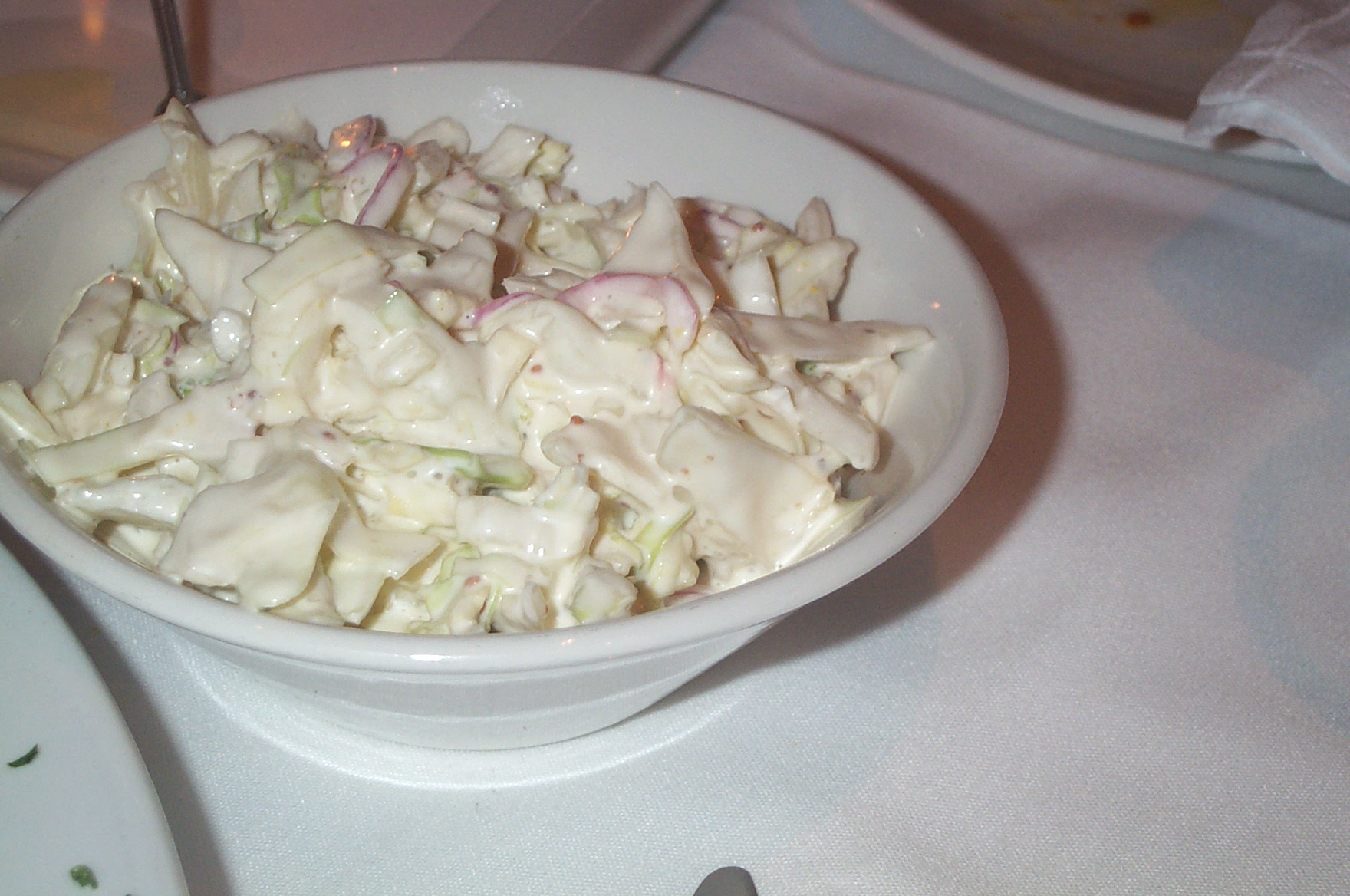
Un cuenco de coleslaw.

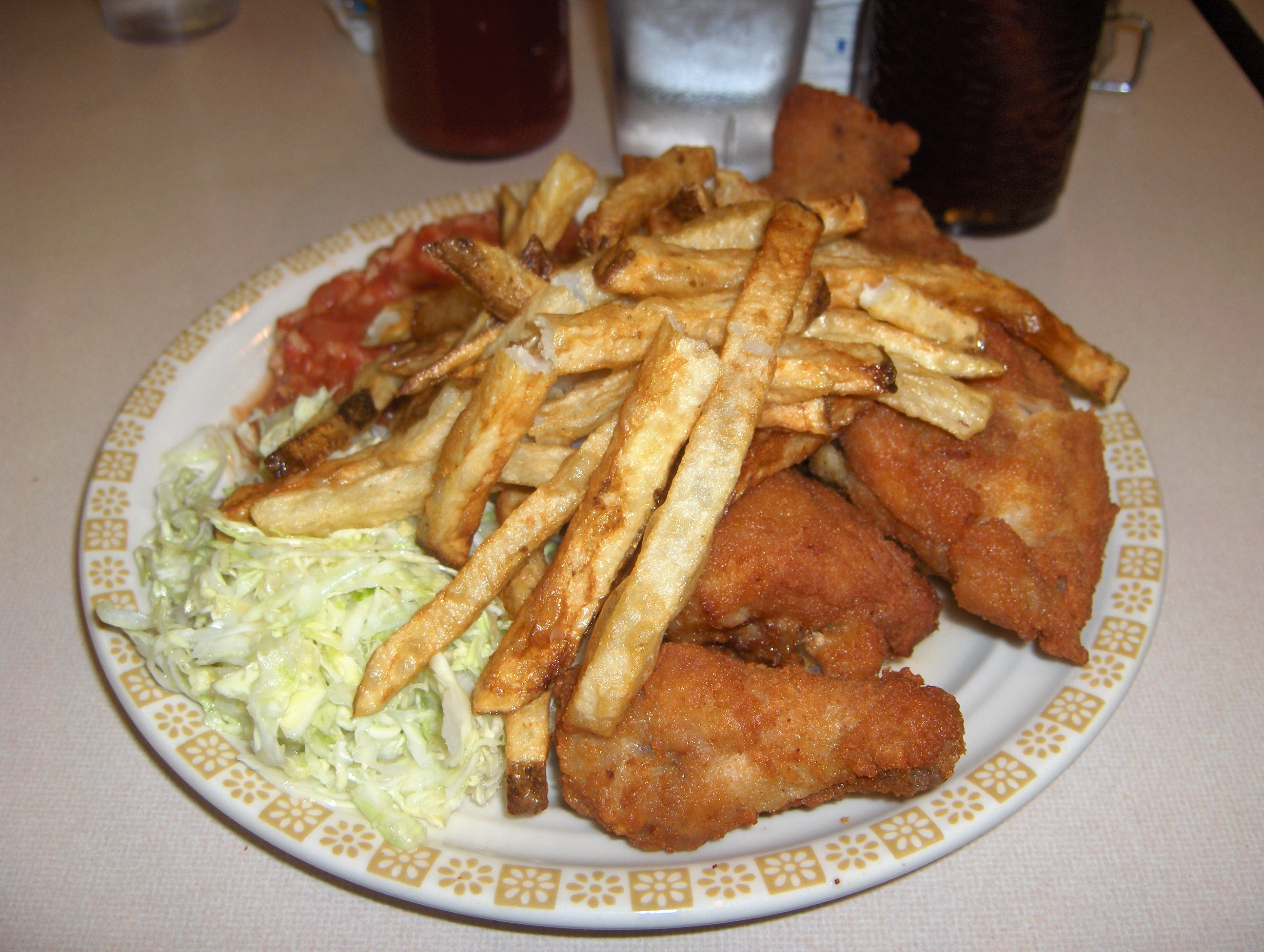
Pollo Barberton servido con coleslaw.

Coleslaw o cole slaw —traducido al español como «ensalada de col»— es una ensalada que consiste en col blanca (repollo) cruda picada de forma fina, y acompañada de zanahoria igualmente troceada. Existen muchas variaciones de la receta que pueden llevar otros ingredientes como lombarda, piña, o manzana. Esta ensalada se mezcla con diferentes aliños como aceite vegetal, vinagre o incluso una vinagreta. 
Las versiones más modernas de coleslaw contienen mayonesa, e incluso dependiendo de las variaciones regionales, algunas recetas incorporan mostaza. No obstante puede añadirse una variedad de aliños muy numerosa. Generalmente esta ensalada se suele aliñar unas horas antes de ser servida para que los ingredientes se asienten bien. 

## Servir
El coleslaw se emplea como un plato de acompañamiento de barbacoa, fish and chips y otros platos. En el sur de los Estados Unidos se acompaña generalmente con pez gato frito. En esta región es muy común servirlo como acompañamiento de emparedados, acompañando a los barbecue sandwiches, hamburguesas, los perritos calientes y chili.

## Historia
Esta ensalada tiene su origen probablemente en los periodos del imperio romano. No obstante, el moderno coleslaw nace en el siglo XVIII tomando como origen una palabra en neerlandés koolsla, una abreviación de la frase kool salade que viene a significar «ensalada de col». En Inglaterra durante los años 1860 se usaba la denominación cold slaw cuando se hablaba de este plato. El plato se introdujo en EE. UU. y hoy en día se denomina en el sur coleslaw abreviadamente como slaw y de esta forma existen otras ensaladas que se denominan igual con la terminación slaw. De esta forma existen también el broccoli slaw (brócoli) o carrot slaw (zanahoria).

## Cultura popular
Las ensaladas de col (podridas) fueron utilizadas en un episodio de Los Simpson llamado «El soso romance de Lisa», por los abusones de la escuela primaria de Springfield para atacar la casa del director Skinner, hasta que llegó la policía y se escaparon corriendo.

## Platos similares
- Chow-chow
- Kimchi
- Sauerkraut
- Suan cai